# Gais 1956/1957
Fotbollsklubben Gais spelade säsongen 1956/1957 återigen i allsvenskan, efter att föregående säsong ha vunnit division II Västra Götaland och därefter kvalet mot Lycksele IF. Klubben slutade på fjärde plats i allsvenskan och vann bronset.

## Allsvenskan

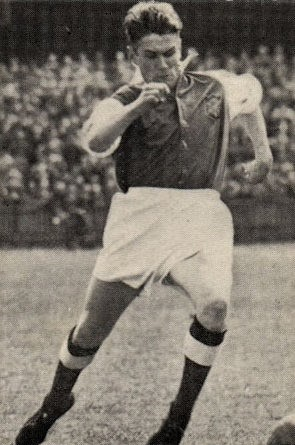
Kenneth "Knäcken" Börjesson.

Gais hade inför säsongen bara mist förra årets Häcken-värvning Roland Hermansson. Nya spelare var den unge backen Kenneth Börjesson och högerhalven Leif Linderoth.
I premiären borta mot IFK Malmö förlorade man med 2–4, men med 1–0 hemma mot regerande mästarna IFK Norrköping visade man stark allsvensk form. I derbyt mot IFK Göteborg förlorade Gais med 1–2 inför 26 322 åskådare. Därefter förlorade man med hela 8–2 borta mot Malmö FF, men studsade tillbaka och vann veckan därpå mot Sandvikens IF med 9–1, efter sex mål av Hasse Olsson. Man satte därmed ett allsvenskt rekord i vändningar; från en 2–8-förlust till en 9–1-vinst. Inför vinteruppehållet låg Gais åtta med 11 poäng.
I Triangelserien 1957 spelade Tord Grip med Gais, men av någon anledning kom han inte att fortsätta i klubben. Tränaren Sixten Rosenqvist ersattes av gamle Elfsborgsspelaren Karl-Erik Grahn, och Gais vann under våren derbyt mot IFK med 4–2, efter att ha gjort fyra mål på IFK för första gången på 27 år. Gais slog även Djurgårdens IF med 5–0 och återigen mästarna IFK Norrköping med 2–0, och slutade till sist på en fjärde plats i serien, vilket innebar att man tog hem bronsmedaljen. Man var även det enda lag som de överlägsna seriesegrarna Norrköping inte lyckades göra mål på.

### Tabell
| Nr | Lag                 | S  | V  | O | F  | GM | IM | MS  | P  |
| -- | ------------------- | -- | -- | - | -- | -- | -- | --- | -- |
| 1  | IFK Norrköping (RM) | 22 | 17 | 1 | 4  | 64 | 25 | +39 | 35 |
| 2  | Malmö FF            | 22 | 11 | 6 | 5  | 50 | 30 | +20 | 28 |
| 3  | Hälsingborgs IF     | 22 | 9  | 9 | 4  | 37 | 26 | +11 | 27 |
| 4  | Gais (U)            | 22 | 10 | 4 | 8  | 46 | 42 | +4  | 24 |
| 5  | Djurgårdens IF      | 22 | 9  | 6 | 7  | 35 | 33 | +2  | 24 |
| 6  | AIK                 | 22 | 9  | 5 | 8  | 39 | 30 | +9  | 23 |
| 7  | Sandvikens IF       | 22 | 9  | 5 | 8  | 34 | 47 | −13 | 23 |
| 8  | Halmstads BK        | 22 | 6  | 9 | 7  | 35 | 38 | −3  | 21 |
| 9  | IFK Göteborg        | 22 | 8  | 3 | 11 | 39 | 41 | −2  | 19 |
| 10 | IFK Malmö (U)       | 22 | 3  | 9 | 10 | 25 | 41 | −16 | 15 |
| 11 | Västerås SK         | 22 | 5  | 3 | 14 | 25 | 57 | −32 | 13 |
| 12 | Hammarby IF         | 22 | 2  | 8 | 12 | 24 | 43 | −19 | 12 |

### Seriematcher
| Motståndare     | Hemmamatch | Bortamatch |
| --------------- | ---------- | ---------- |
| IFK Norrköping  | 1–0        | 2–0        |
| Malmö FF        | 0–1        | 2–8        |
| Hälsingborgs IF | 1–4        | 3–1        |
| Djurgårdens IF  | 0–1        | 5–0        |
| AIK             | 2–1        | 0–4        |
| Sandvikens IF   | 1–1        | 9–1        |
| Halmstads BK    | 4–4        | 2–1        |
| IFK Göteborg    | 1–2        | 4–2        |
| IFK Malmö       | 2–1        | 2–4        |
| Västerås SK     | 2–1        | 0–0        |
| Hammarby IF     | 1–1        | 2–4        |

## Spelarstatistik

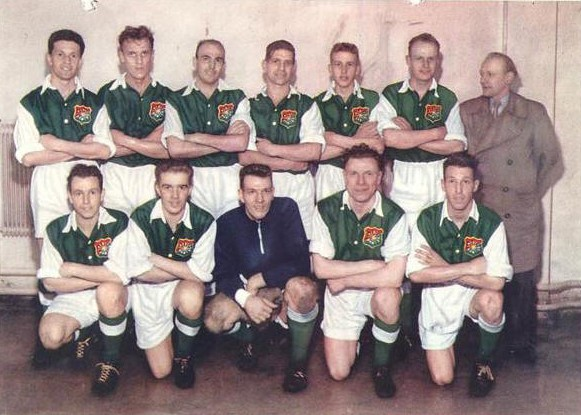
Gais 1956/1957. Stående från vänster: Hasse Olsson, Karl-Alfred Jacobsson, Leif Forsberg, Folke Fredriksson, Lars Olsson, Nils Wirén, Holger Jernsten (lagledare). Knästående: Roland Johansson, Leif Skoglund, Leif Andersson, Rune Jingård, Leif Linderoth. Bild från Rekordmagasinet.

| Spelare                | Matcher | Mål |
| ---------------------- | ------- | --- |
| Karl-Alfred Jacobsson  | 22      | 16  |
| Hans Olsson            | 22      | 14  |
| Leif Forsberg          | 22      | 5   |
| Rune Jingård           | 22      |     |
| Leif Andersson (mv)    | 21      |     |
| Roland Johansson       | 20      | 1   |
| Folke Fredriksson      | 19      |     |
| Sixten Nilsson         | 17      | 4   |
| Leif Linderoth         | 16      |     |
| Kenneth Börjesson      | 15      |     |
| Leif Skoglund          | 12      | 2   |
| Lars Cato              | 12      |     |
| Bertil Andersson       | 7       |     |
| Nils Wirén             | 5       | 2   |
| Arne Jinstrand         | 4       |     |
| Lars Olsson            | 3       | 1   |
| Leif Hammar            | 2       |     |
| Curt Thorstensson (mv) | 1       |     |